# Persgrunden

Persgrunden är ett grundområde i öppna Skagerrak cirka 15 km väster om fastlandet vid Grebbestad. Grundet ligger i Tanums kommun, Bohuslän, Västra Götalands län. Minsta vattendjup vid Persgrunden är endast 2,4 meter. Grundet är i SSW utmärkt av en lysboj och i NNW av en prick.
Persgrunden ligger inom Kosterhavets nationalpark.

## Historia
Persgrundet upptäcktes år 1850 av bröderna Pär och Anders Amundsson från Ramsö, Koster.  Pär har fått äran att ge namn åt grundet, men sägnen berättar följande.
En dag med hård vind och kraftig sjögång hade Anders Amundsson från ett berg på Ramsö sett kraftiga brottsjöar i öppna havet sydväst Ramsö. Han begav sig senare med sin kostersnäcka ut till det område där han sett brottsjöarna tillsammans med några andra Ramsöbor. Plötsligt skrek han till: Kors i alla dar, här ser jä bönn.
När sedan lotsarna ville bli informerade om grundets läge var endast Pär hemma och lotsarna gav grundet därför namnet Persgrunden. Prickar lades ut, men det dröjde ända till 1916 innan en ljus- och ljudboj fanns på plats.